# Корсика (Пенсільванія)
Корсика (англ. Corsica) — місто (англ. borough) в США, в окрузі Джефферсон штату Пенсільванія. Населення — 319 осіб (2020).

## Географія
Корсика розташована за координатами 41°10′54″ пн. ш. 79°12′10″ зх. д. / 41.18167° пн. ш. 79.20278° зх. д. (41.181647, -79.202677).  За даними Бюро перепису населення США в 2010 році місто мало площу 1,04 км², уся площа — суходіл.

## Демографія
Згідно з переписом 2010 року, у селищі мешкало 357 осіб у 146 домогосподарствах у складі 96 родин. Густота населення становила 342 особи/км².  Було 163 помешкання (156/км²).
Расовий склад населення:
| - 98,6 % — білих - 1,1 % — корінних американців |

До двох чи більше рас належало 0,3 %. Частка іспаномовних становила 0,8 % від усіх жителів.
За віковим діапазоном населення розподілялося таким чином: 23,8 % — особи молодші 18 років, 56,9 % — особи у віці 18—64 років, 19,3 % — особи у віці 65 років та старші. Медіана віку мешканця становила 38,1 року. На 100 осіб жіночої статі у селищі припадало 98,3 чоловіків;  на 100 жінок у віці від 18 років та старших — 94,3 чоловіків також старших 18 років.
Середній дохід на одне домашнє господарство  становив 58 329 доларів США (медіана — 36 500), а середній дохід на одну сім'ю — 83 583 долари (медіана — 48 750). Медіана доходів становила 35 000 доларів для чоловіків та 31 250 доларів для жінок. За межею бідності перебувало 27,6 % осіб, у тому числі 42,9 % дітей у віці до 18 років та 26,0 % осіб у віці 65 років та старших.
Цивільне працевлаштоване населення становило 128 осіб. Основні галузі зайнятості: освіта, охорона здоров'я та соціальна допомога — 22,7 %, роздрібна торгівля — 17,2 %, виробництво — 12,5 %, будівництво — 10,9 %.